# Objektstufe
Als Deutung auf der Objektstufe oder kurz als objektale Deutung hat C. G. Jung ein Verfahren bezeichnet, das Phantasien oder Träume auf real existierende Personen oder Verhältnisse bezieht. Diese objektale Auffassung schien ihm auf physiologische Sachverhalte zuzutreffen, wie etwa auf Sexualvorgänge und die damit ggf. zusammenhängenden Traumwünsche. Die Bezeichnung Objektstufe wählte er als Gegenüberstellung der von ihm selbst vertretenen finalen Auffassung der Symboldeutung auf der Subjektstufe zu der von Freud und von der Psychoanalyse vornehmlich gebrauchten kausalen oder objektalen Sichtweise, die eher den physiologischen Gegebenheiten entspricht.

## Analytische und synthetische Sichtweise
Nach der analytischen oder nach der von von Jung als kausal-reduktive Sichtweise bezeichneten Deutung werden Traumausdrücke als mit realen Objekten identisch gesetzt. Ihr gegenüber steht die synthetische oder von Jung als konstruktiv bezeichnete Deutung auf der Subjektstufe, die jedes Traumstück dem Träumer nicht als reale äußere, sondern als eigene innere Wirklichkeit bzw. als subjektiven Inhalt zuschreibt.(a) Bei bevorzugter Akzeptanz der Deutung auf der Objektstufe wurde die Trennung von Objekt (realen Mitmenschen) und Imago noch nicht vollzogen. Jung als ist der Auffassung, dass bei objektaler Deutung Charaktere anzutreffen sind, bei denen ein aktives Handeln dominiert, andernfalls – im Falle bevorzugter Annahme von Deutungen auf der Subjektstufe – die Neigung zum Erleiden.(b) Die reduktionistische Methode der Psychoanalyse sei ebenso wie die ontogenetische Betrachtung retrospektiv; die synthetische Methode prospektiv.(a)

## Rezeption
Auch Eugen Drewermann (* 1940) hat das objektale Deutungsverfahren dem subjektalen gegenübergestellt und kommt dabei zu dem Ergebnis, dass das Unbewusste vermittels des objektalen Deutungsverfahrens Freuds als Produkt der Verdrängung bzw. der Zensur des Über-Ichs erscheine, so etwa bei der Symboldeutung des Traumes. Damit beschränke sich die Symbolsprache des Unbewussten auf eine analytisch-auflösende Funktion im Gegensatz zu der selbst von Freud betonten Sichtweise, nach der die Symbolsprache ein „allgemeiner Besitz der Menschheit“ darstelle, vgl. a. Kap. Analytische und synthetische Sichtweise.  Dies stehe aber im Gegensatz zu der reduktionistischen Sichtweise Freuds, wie sie in der objektalen Deutungsmethode zum Ausdruck komme. Zwar habe sich die objektale Deutung bei der Auflösung der neurotischen Symbolsprache (neurotische Symptome) in einer analytisch-destruktiven Hinsicht bewährt. Sie könne jedoch nicht umfassend auf Phänomene der Mythologie und der Religion angewandt werden. Die psychoanalytische Methode werde dieser Thematik nicht gerecht. Die Freudsche Religionskritik nähere sich hier der marxistischen Sichtweise als Zeichen eines entfremdeten Bewusstseins und stelle nach dieser Methodik nur wieder ein neues Symptom einer in sich widersprüchlichen Gesellschaftsstruktur dar, vgl. a. Sozialpsychologie. Aus der Sicht von C. G. Jung widersprechen sich die objektalen und subjektalen Verfahren nicht, sie ergänzen sich und geben Auskunft auf verschiedenartige Fragen. Das objektale Deutungsverfahren habe sich in der ersten Lebenshälfte bewährt, das subjektale in der zweiten.
Nach Jolande Jacobi (1890–1973) unterscheiden sich beide Deutungsverfahren dadurch, dass die subjektale Deutung auf eine Ganzheit der Psyche hingerichtet sei. Diesem Prinzip entspreche u. a. auch die psychologische Technik der Amplifikation bei der Traumdeutung. Die inneren Bilder bedürfen der symbolischen Deutung und Ergänzung. Dem Unbewussten komme damit nicht nur die Rolle eines Auffangsystems für die verdrängten Inhalte des Bewusstseins zu. Es stelle auch eine Instanz für schöpferische Qualitäten dar. Während das objektale Verfahren die Frage untersuche, woher die unbewussten Materialien stammen, gebe das subjektale Verfahren Hinweise auf die Zielrichtung an und vertrete damit teleologische Gesichtspunkte. Dieser subjektalen Auffassung haben sich namhafte Vertreter der Individualpsychologie angeschlossen.(b)

## Kritik
Wie aus den Ausführungen zu → Einzelpsychologie hervorgeht, ist eine reine Trennung zwischen individuellen Gegebenheiten und kollektiven psychologischen Beziehungen (Mehrfachbeziehungen) nur schwer durchführbar. Die Unterscheidung zwischen objektal und subjektal ist nur dann möglich, wenn eine klare Unterscheidung zwischen Subjekt und Objekt möglich ist, wenn es sich also um ein geschlossenes individuelles System handelt und nicht um eine Mehrpersonenbeziehung, in der die gegenseitigen Zuweisungen, Erwartungen und Befürchtungen wegen der „Überschichtungsverhältnisse“ nur schwer voneinander zu trennen sind, vgl. → Die kluge Else, die Identifikation des Vaters mit der Tochter und vice versa.